# Finn Bálor
Fergal Devitt, meglio conosciuto con il ring name Finn Bálor (Bray, 25 luglio 1981), è un wrestler irlandese sotto contratto con la WWE.
In carriera ha detenuto due volte l'NXT Championship, due volte l'Intercontinental Championship una volta l'Universal Championship, una volta lo United States Championship, quatro volte il World Tag Team Championship (due con Damian Priest ed due con JD McDonagh) e due volte lo SmackDown Tag Team Championship con Damian Priest.
Devitt è ricordato anche per la sua lunga militanza nella New Japan Pro-Wrestling, dove è stato fondatore e leader del Bullet Club.

## Carriera

### Circuito indipendente (2000–2006)
Dopo essersi allenato, Devitt debutta nel 2000, a 19 anni, nella NWA UK Hammerlock, dove poi conquisterà l'NWA British Commonwealth Heavyweight Championship. Dopo aver finito gli studi, la sua carriera nel mondo del wrestling comincia a decollare, lottando in Irlanda, Regno Unito e Stati Uniti. Nel 2002 fonda insieme a Paul Tracey la NWA Ireland.
L'8 ottobre 2005 Devitt lotta al 57º anniversario della NWA, e sconfigge Dru Onyx laureandosi due volte NWA British Commonwealth Heavyweight Champion. Dopo il match entrambi i lottatori vengono invitati ad allenarsi a Santa Monica, California al New Japan Inoki Dojo. Nel 2005 comincia a lottare per la Millennium Wrestling Federation, dove debutta a Soul Survivor III in un triple threat match contro Eddie Edwads e John Walters valevole per l'MWF Television Championship. Devitt fa il suo debutto televisivo nel novembre 2005 a MWF Ultra. Dopo aver impressionato promoters ed allenatori, Devitt viene invitato nel dojo principale della New Japan, in Giappone, per imparare lo stile di lotta giapponese. Nel 2006 perde l'NWA British Commonwealth Heavyweight Championship a favore di Karl Anderson.

### New Japan Pro-Wrestling (2006–2014)

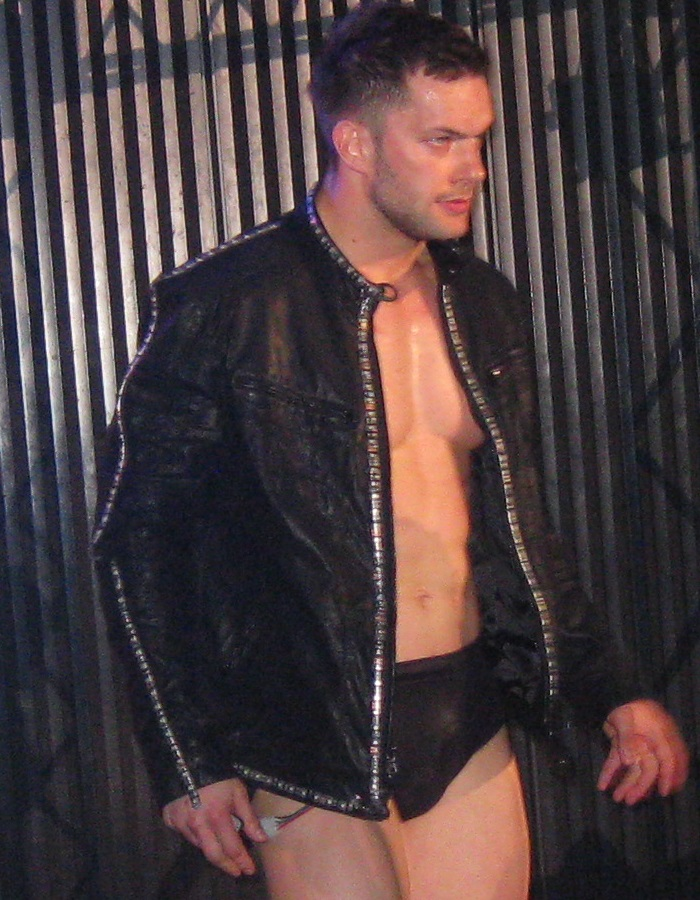
Finn Bálor nel 2013

Il giorno dopo aver perso l'NWA British Commonwealth Heavyweight Championship, Devitt firma un contratto con la New Japan Pro-Wrestling. Nell'aprile 2006 Devitt fa il suo debutto in federazione con il ring name Prince Devitt, perdendo contro El Samurai. Nel maggio la NJPW comincia a produrre degli show sotto il brand Wrestle Land, dove Devitt debutta mascherato e con il ring name di Pegasus Kid II, facendo nascere paragoni con il Pegasus Kid originale, Chris Benoit.
Durante il tour tra fine agosto/inizio settembre, Devitt ricomincia a lottare con la sua vera identità. Poco dopo egli effettua un turn heel, alleandosi con i Control Terrorism Unit, nella veste di apprendista. L'entrata nei CTU coincide con l'inizio di una losing streak, portando i compagni di stable a non volerlo più al loro fianco. Tuttavia gli fu concessa un'ultima opportunità il 6 ottobre, dove impressionò i suoi compagni. Per cementare la fiducia nei suoi confronti, Devitt fa coppia con il leader del gruppo Jushin Liger in un match contro Wataru Inoue e Ryusuke Taguchi, dove Devitt compie addirittura lo schienamento decisivo, dopo una Brainbuster su Inoue. Da allora Devitt viene considerato membro dei CTU a tutti gli effetti.
Il buon periodo di Devitt viene bruscamente interrotto nel gennaio 2007 in seguito ad un infortunio al ginocchio che lo tiene fuori dai giochi fino a maggio di quell'anno. Al ritorno Devitt mostra molti miglioramenti e viene indicato come vincitore del Best of The Super Juniors 2007 dal suo compagno di stable Minoru. Tuttavia tale previsione si rivelerà sbagliata. Nel novembre 2007 Devitt e Minoru vengono sconfitti da Senshi e Christopher Daniels, in tour dalla Total Nonstop Action Wrestling.
Il 27 gennaio 2008 Devitt e Minoru conquistano gli IWGP Junior Heavyweight Tag Team Championships, il primo titolo in una major per l'irlandese. In febbraio perdono i titoli contro Jushin Liger ed AKIRA, per poi riconquistarli il 21 luglio. Dopo quasi tre mesi di regno i due perdono i titoli contro i No Limit (Tetsuya Naito & Yujiro).
Devitt comincia a fare coppia con Ryusuke Taguchi sotto il nome Apollo 55 (pronunciato Apollo Go Go), ed il 5 luglio 2009 conquistano gli IWGP Junior Heavyweight Tag Team Championships sconfiggendo i Motor City Machine Guns (Chris Sabin & Alex Shelley). Il 30 maggio Devitt entra nel Best of The Super Juniors 2009. Dopo aver vinto il suo girone ed aver sconfitto in semifinale Kota Ibushi, Devitt viene sconfitto in finale da Koji Kanemoto. Nel dicembre 2009 Devitt partecipa alla Super Junior Cup, e dopo aver sconfitto Atsushi Aoki, Danshoku Dino e YAMATO, viene nuovamente sconfitto in finale, questa volta da Naomichi Marufuji. Il 4 gennaio 2010 a Wrestle Kingdom IV al Tokyo Dome, Devitt e Taguchi difendono con successo i titoli contro Averno ed Último Guerrero. Il 21 aprile Devitt e Tagushi vengono privati del titolo in quanto non hanno difeso i titoli per 30 giorni. L'8 maggio gli Apollo 55 entrano nel Super Junior Tag Tournament nel tentativo di riconquistare i titoli, venendo però sconfitti in finale dal team composto da El Samurai e Koji Kanemoto. Il 30 maggio 2010 entra nel Best of The Super Juniors 2010. Devitt arriva secondo nel suo girone, avanzando alle semifinali. Il 13 giugno sconfigge prima in semifinale Taiji Ishimori e poi in finale Kota Ibushi, guadagnando una title shot all'IWGP Junior Heavyweight Championship detenuto da Marufuji. Il 19 giugno Devitt batte Marufuji, diventando così per la prima volta IWGP Junior Heavyweight Champion. Il 28 giugno Devitt, insieme a Taguchi ed Hirooki Goto entran nel J Sports Crown Openweight 6 Man Tag Tournament. Due giorni dopo il tema sconfigge Hiroshi Tanahashi, TAJIRI e KUSHIDA in finale, vincendo così il torneo.
Devitt difende con successo l'IWGP Junior Heavyweight Championship dall'assalto di Atsushi Aoki della Pro Wrestling Noah. Una settimana dopo gli Apollo 55 battono El Samurai e Koji Kanemoto diventando per la seconda volta IWGP Junior Heavyweight Tag Team Champions. In agosto Devitt entra nel torneo principale della NJPW, il G1 Climax, come sostituto dell'infortunato Marufuji. Devitt vince quattro dei sette match del suo girone, sconfiggendo addirittura l'allora 4 volte IWGP Heavyweight Champion Hiroshi Tanahashi, finendo comunque quinto, quindi fuori dai giochi. Il 3 settembre Devitt difende con successo per la seconda volta l'IWGP Junior Heavyweight Championship, sconfiggendo Kenny Omega. Omega e Kota Ibushi, conosciuti collettivamente come Golden☆Lovers, ritornano l'11 ottobre sconfiggendo Devitt e Taguchi, vincendo gli IWGP Junior Heavyweight Tag Team Championship. L'11 dicembre Devitt affronta con successo la terza difesa dell'IWGP Junior Heavyweight Championship sconfiggendo Davey Richards. Il 4 gennaio 2011 a Wrestle Kingdom V al Tokyo Dome Devitt difende l'IWGP Junior Heavyweight Championship contro Kota Ibushi. Il 23 gennaio a Fantasticamania 2011, l'evento dalla NJPW insieme al Consejo Mundial de Lucha Libre a Tokyo, gli Apollo 55 sconfiggono i Golden☆Lovers, riconquistando gli IWGP Junior Heavyweight Tag Team Championship. Arrivando a cinque regni da IWGP Junior Heavyweight Tag Team Champion, Devitt raggiunge Jushin Liger e Minoru nel record di detenzioni del titolo. Intanto continuano le difese dell'IWGP Junior Heavyweight Championship, prima contro Taka Michinoku il 20 febbraio, poi contro KUSHIDA il 19 marzo. A maggio Devitt prende parte all'Invasion Tour 2011, il primo tour statunitense della NJPW, dove difende con successo l'IWGP Junior Heavyweight Championship dall'assalto di Low Ki il 14 maggio a New York e gli IWGP Junior Heavyweight Tag Team Championship a Filadelfia contro gli Strong Style Thugz (Homicide e Low Ki).
Il 26 maggio Devitt entra nel Best of Super Juniors 2011. Dopo aver perso il match inaugurale contro Davey Richards, Devitt vince i successivi sette match, qualificandosi al primo posto del girone. Tuttavia viene eliminato in semifinale dal suo stesso tag team partner Ryusuke Taguchi. Il 18 giugno a Dominion 6.18, Devitt perde l'IWGP Junior Heavyweight Championship contro il vincitore del torneo Kota Ibushi, terminando il suo regno a 364 giorni. Il 23 giugno Devitt, Taguchi e Goto vincono per il secondo anno di fila il J Sports Crown Openweight 6 Man Tag Tournament, sconfiggendo in finale Giant Bernard, Jushin Liger e Karl Anderson. Il 24 luglio Devitt ottiene il rematch contro Ibushi ad un evento della DDT, ma senza successo. Questo porta anche ad un match tra gli Apollo 55 e i Golden☆Lovers per gli IWGP Junior Heavyweight Tag Team Championship, vinto da Devitt e Taguchi. L'11 settembre gli Apollo 55 difendono i titoli contro Taichi e Taka Michinoku, arrivando a sette difese in un singolo regno, stabilendo così il nuovo record. Quando Ibushi si infortuna ad una spalla ed è costretto a rendere vacante gli IWGP Junior Heavyweight Championship, Devitt, in quanto precedente campione, viene posto d'ufficio in un match per decretare il nuovo detentore del titolo. Il 19 settembre Devitt sconfigge KUSHIDA, diventando per la seconda volta IWGP Junior Heavyweight Champion. Il 10 ottobre gli Apollo 55 perdono gli IWGP Junior Heavyweight Tag Team Championship a favore dei No Remorse Corps (Davey Richards e Rocky Romero). Il 12 novembre a Power Struggle Devitt batte Taka Michinoku, difendendo con successo l'IWGP Junior Heavyweight Champion. La seconda difesa del titolo avviene proprio contro Davey Richards il 4 dicembre, mentre la terza è contro l'altra metà dei No Remorse Corps Rocky Romero il 23 dicembre. A Wrestle Kingdom VI il 4 gennaio 2012, Devitt e Taguchi riconquistano gli IWGP Junior Heavyweight Tag Team Championship sconfiggendo Richards e Romero. Questo marca il sesto regno da IWGP Junior Heavyweight Tag Team Champion di Devitt, che infrange anche questo record. Il 12 febbraio a New Beginning gli Apollo 55 perdono nuovamente i titoli contro i No Remorse Corps alla loro prima difesa. Il 10 marzo avviene la quarta difesa dell'IWGP Junior Heavyweight Champion, sempre contro Davey Richards.
Il 14 marzo 2012 Devitt parte in tour in Messico con il Consejo Mundial de Lucha Libre, come parte della relazione tra NJPW e CMLL. Dopo un lieve infortunio al polpaccio che lo tiene lontano dal ring per una settimana, Devitt debutta in CMLL il 23 marzo in team con Marco Corleone e Rush, dove sconfigge Mephisto, Último Guerrero e Volador Jr. Dopo aver schienato Volador Jr., Devitt lo sfida per l'NWA World Historic Middleweight Championship. Il 30 marzo Devitt sconfigge Volador Jr. laureandosi NWA World Historic Middleweight Champion. Il 3 maggio a Wrestling Dontaku 2012, Devitt perde l'IWGP Junior Heavyweight Champion alla quinta difesa per mano di Low Ki, ponendo fine al suo secondo regno a 227 giorni. Il 27 maggio entra nel Best of Super Juniors. Devitt vince cinque degli otto match della fase a gironi, qualificandosi secondo. Il 10 giugno viene eliminato in semifinale da Low Ki. L'8 luglio sconfigge Taichi affrontando con successo la prima difesa dell'NWA World Historic Middleweight Champion. La seconda difesa avviene contro il precedente campione Volador Jr. il 29 luglio alla Korakuen Hall di Tokyo. Il 12 settembre Devitt torna in Messico per un nuovo tour con la CMLL. Due giorni dopo lotta allo show del 79º anniversario della federazione messicana, dove lui, Atlantis e Místico II vengono sconfitti da Dragón Rojo, Jr., Negro Casas ed Último Guerrero, dove Devitt viene schienato da Rojo. Il 21 settembre Devitt viene nuovamente schienato da Rojo, in un six man tag team match dove era in team con Blue Panther e La Sombra contro Rojo, Mr. Águila e Taichi. Subito dopo Devitt accetta la sfida di Dragón Rojo, Jr., mettendo in palio l'NWA World Historic Middleweight Championship. A CMLL Super Viernes del 28 settembre 2012 Devitt perde il titolo contro Dragón Rojo, Jr., concludendo il regno a 182 giorni.
Devitt torna in NJPW l'8 ottobre a King of Pro-Wrestling, sfidando Low Ki per l'IWGP Junior Heavyweight Championship appena riconquistato da quest'ultimo. Il 21 ottobre gli Apollo 55 entrano nel Super Junior Tag Tournament, sconfiggendo i Chaos World Wrestling Warriors (Brian Kendrick e Low Ki). In seguito sconfiggono gli IWGP Junior Heavyweight Tag Team Champions in carica, i Forever Hooligans (Alex Koslov e Rocky Romero), per avanzare alla finale del torneo, dove vengono sconfitti dai Time Splitters (Alex Shelley e Kushida). L'11 novembre Devitt sconfigge Low Ki, laureandosi per la terza volta IWGP Junior Heavyweight Champion. Il 4 gennaio 2013 a Wrestle Kingdom 7, Devitt sconfigge Low Ki e Kota Ibushi in un match a tre uomini, difendendo con successo il titolo. Dopo la vittoria, Devitt accetta la sfida del suo tag team partner Ryusuke Taguchi. Il 3 febbraio Devit riesce nell'impresa di schienare l'IWGP Heavyweight Champion Hiroshi Tanahashi in un tag team match che lo vedeva al fianco di Karl Anderson contro Tanahashi e Taguchi. Una settimana dopo Devitt sconfigge Taguchi mantenendo la cintura. Il 3 marzo combatte nel main event del 41º anniversario della federazione, dove viene sconfitto in un non-title match da Tanahashi. In seguito a questa sconfitta, Devitt cambia di atteggiamento, diventando più arrogante ed irrispettoso nei confronti dei partner e degli avversari, con l'eccezione di Taguchi. Il 5 aprile sconfigge Alex Shelley, difendendo per la terza volta l'IWGP Junior Heavyweight Championship. Due giorni dopo ad Invasion Attack gli Apollo 55 vengono sconfitti dai Time Splitters, e dopo il match Devitt attacca Taguchi, splittando così gli Apollo 55, ed introducendo Bad Luck Fale come sua guardia del corpo.
Il primo match tra gli ex membri degli Apollo 55 avviene il 3 maggio 2013 a Wrestling Dontaku 2013 dove Devitt e Fale sconfiggono Taguchi e Captain New Japan. Più tardi quella sera, Devitt, Fale, Karl Anderson e Tama Tonga attaccano Hiroshi Tanahashi. Questo nuovo gruppo viene poi battezzato come Bullet Club. Il 24 maggio Devitt entra nel Best of the Super Juniors. Devitt vince tutti e otto i match del suo girone, con l'aiuto però del Bullet Club. Il 9 giugno Devitt sconfigge Kenny Omega in semifinale ed Alex Shelley in finale, vincendo per la seconda volta il torneo. Dopo la vittoria del torneo, Devitt sfida Tanahashi, dichiarando di voler essere il primo lottatore a detenere l'IWGP Junior Heavyweight Championship e l'IWGP Heavyweight Championship contemporaneamente. Il 22 giugno a Dominion 6.22, Devitt sconfigge Tanahashi grazie all'aiuto del Bullet Club, guadagnando così una title shot all'IWGP Heavyweight Championship. Più tardi quella sera l'IWGP Heavyweight Champion Kazuchika Okada accetta la sfida a patto che Devitt metta in palio il suo titolo contro il suo compagno di stable nel Chaos Gedo. Il 5 luglio Devitt sconfigge Gedo, difendendo il titolo con successo per la quarta volta, e guadagnando così il diritto a sfidare Okada. Il 20 luglio Okada sconfigge Devitt difendendo il titolo nonostante le interferenze del Bullet Club. Il 1º agosto Devitt sconfigge Okada con l'aiuto di Bad Luck Fale, nel main event del primo giorno del G1 Climax. Nonostante le importanti vittorie su Hiroshi Tanahashi, Satoshi Kojima e Togi Makabe, Devitt non supera il girone con cinque vittorie e quattro sconfitte. La rivalità tra Tanahashi e Devitt culmina in un Lumberjack Deathmatch il 29 settembre a Destruction, con la vittoria di Tanahashi.
A questo punto Devitt entra in rivalità con Togi Makabe, il quale ha influito nella sconfitta nel Lumberjack Deathmatch. Intanto Devitt trova un nuovo avversario per l'IWGP Junior Heavyweight Championship in Kota Ibushi, il quale lo ha schienato in un tag team match tra Devvitt e Fale contro Makabe ed Ibushi. Dal 23 novembre al 7 dicembre Devitt e Fale partecipano alla World Tag League 2013, con un punteggio di tre vittorie e tre sconfitte, tra cui una contro il team composto da Captain New Japan e Hiroshi Tanahashi l'ultimo giorno, costando loro la semifinale. Il 4 gennaio a Wrestle Kingdom 8, il regno di quindici mesi di Devitt finisce per mano di Kota Ibushi. Il giorno dopo il rientrante Ryusuke Taguchi attacca Devitt, riaccendendo la rivalità. Il 6 aprile ad Invasion Attack, un anno dopo lo scioglimento degli Apollo 55, Devitt e Taguchi si affrontano in un Grudge match. Durante il match Devitt ordina ripetutamente agli Young Bucks, i nuovi membri del Bullet Club, di non interferire, cosa che infine porta i fratelli Jackson a voltare le spalle al loro leader. Taguchi vince il match e la rivalità si chiude con una stretta di mano. Il giorno seguente la NJPW annuncia la rescissione del contratto da parte di Devitt.

### WWE (2014–presente)

#### NXT(2014–2016)

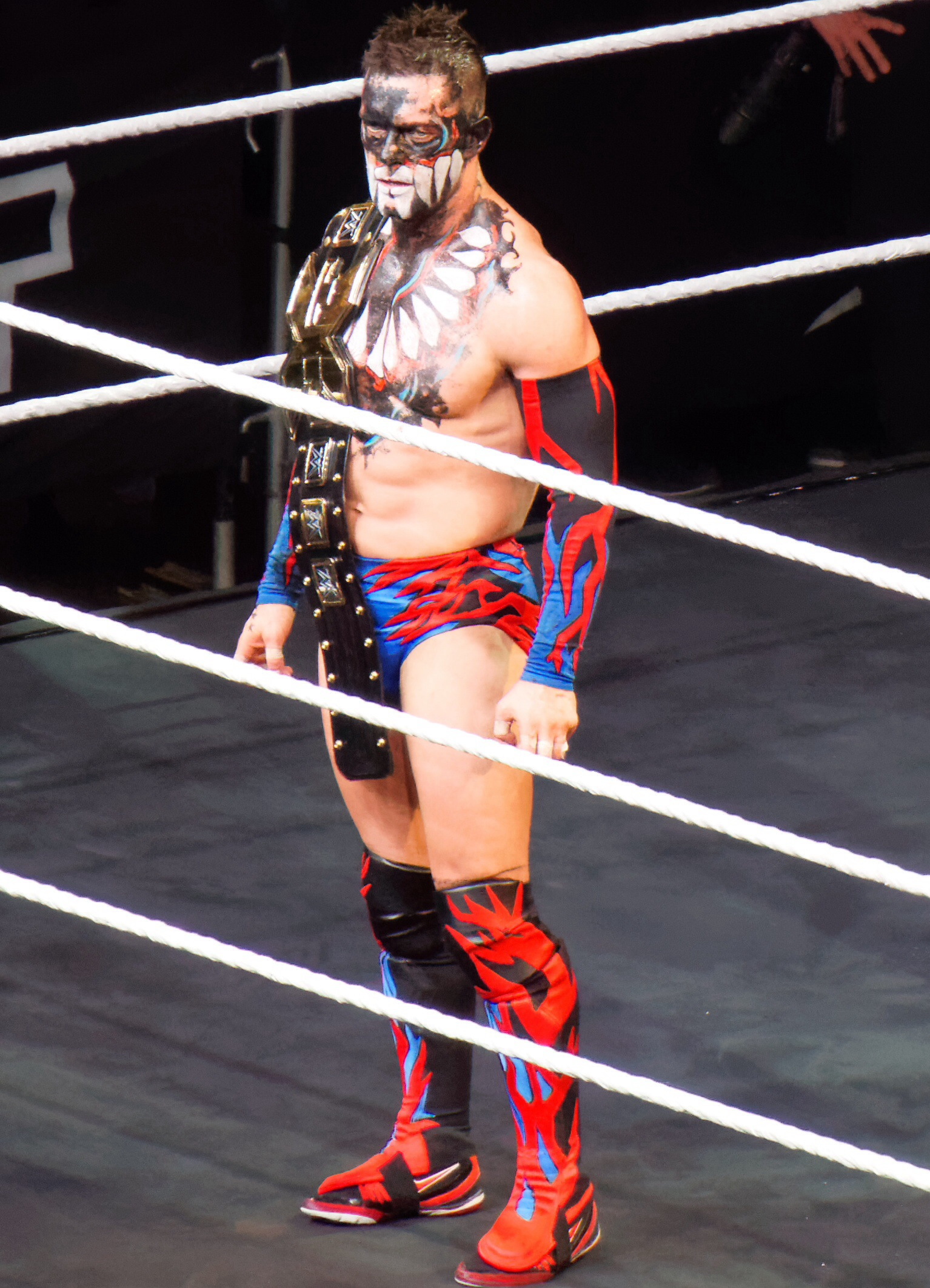
Finn Bálor come NXT Champion nel 2016

Il 28 luglio 2014 la WWE annunciò ufficialmente l'ingaggio di Devitt, assegnandolo al roster di NXT. Il 24 settembre venne rivelato che il suo nuovo ring name sarebbe stato Finn Bálor; il ring name deriverebbe dalle figure mitologiche irlandesi Fionn mac Cumhaill e Balor. Il giorno seguente fece il suo debutto durante uno show di NXT, andando in aiuto di Hideo Itami nella sua faida contro gli Ascension. Il suo match di debutto avvenne ai tapings del 23 ottobre, dove insieme a Itami sconfisse Justin Gabriel e Tyson Kidd. L'11 dicembre, a NXT TakeOver: R Evolution, Bálor e Itami sconfissero gli Ascension. Nelle settimane seguenti, Bálor fu uno dei partecipanti al torneo che avrebbe decretato il primo sfidante per l'NXT Championship di Kevin Owens: sconfisse infatti nei quarti di finale Curtis Axel e in semifinale Hideo Itami. A NXT TakeOver: Rival, Bálor sconfisse Adrian Neville e divenne lo sfidante all'NXT Championship. Ricevette la sua opportunità per il titolo il 4 luglio all'evento The Beast in the East svoltosi a Tokyo in Giappone, dove sconfisse Kevin Owens conquistando la cintura di NXT. Il 22 agosto 2015, a NXT TakeOver: Brooklyn, Bàlor sconfisse nuovamente Owens in un Ladder match mantenendo il titolo. Successivamente, in vista del torneo Dusty Rhodes Tag Team Classic, Bálor fece coppia con Samoa Joe, e i due sconfissero negli ottavi i Lucha Dragons e nei quarti Enzo Amore e Colin Cassady. Nella semifinale, svoltasi il 7 ottobre, a NXT TakeOver: Respect, Bálor e Joe sconfissero i Mechanics, e quella stessa sera i due sconfissero in finale Baron Corbin e Rhyno vincendo così il torneo. Dopo aver difeso con successo il titolo contro Apollo Crews ad NXT, Bálor iniziò una faida con il suo ex-compagno Samoa Joe. Il 16 dicembre, a NXT TakeOver: London, Bálor mantenne la cintura contro Joe. Il 1º aprile 2016, a NXT TakeOver: Dallas, Bálor sconfisse nuovamente Joe mantenendo la cintura. Il 21 aprile, in un live event a Lowell, Bálor perse il titolo proprio contro lo stesso Joe dopo 292 giorni di regno. L'8 giugno, a NXT TakeOver: The End, Bálor venne sconfitto da Joe in uno Steel Cage match per l'NXT Championship.

#### Universal Champion e varie faide (2016–2018)
Con la Brand extension del 19 luglio 2016 Bálor venne promosso nel main roster e trasferito a Raw. Fece il suo esordio nella puntata dello show rosso del 25 luglio, vincendo un Fatal 4-Way match che includeva anche Cesaro, Kevin Owens e Rusev; quella stessa sera sconfisse poi Roman Reigns, guadagnandosi così l'opportunità di affrontare Seth Rollins a SummerSlam in un incontro valido per l'Universal Championship. Il 21 agosto, a SummerSlam, Bálor sconfisse Rollins, diventando il primo detentore dell'Universal Championship. Al termine del match contro Rollins, Bálor subì un infortunio alla spalla in seguito ad una Powerbomb sulle barricate esterne. Il giorno dopo, a Raw, venne costretto a rendere vacante il titolo a causa dell'infortunio e rimase lontano dal ring per circa otto mesi.
Bálor fece il suo ritorno nella puntata di Raw del 3 aprile 2017, dopo WrestleMania 33, facendo coppia con Seth Rollins e sconfiggendo Kevin Owens e Samoa Joe. Nelle settimane successive sconfisse facilmente Jinder Mahal e Curt Hawkins. Nella puntata di Raw del 1º maggio Bálor affrontò The Miz e Seth Rollins in un Triple Threat match per determinare lo sfidante all'Intercontinental Championship di Dean Ambrose ma, a causa dell'intervento di Bray Wyatt ai danni di Bálor e di Samoa Joe ai danni di Rollins, il match venne vinto da The Miz. Il 4 giugno, a Extreme Rules, Bálor partecipò ad un Extreme Rules Fatal 5-Way match che includeva anche Bray Wyatt, Roman Reigns, Samoa Joe e Seth Rollins per determinare lo sfidante all'Universal Championship di Brock Lesnar, ma il match venne vinto da Joe. Il 20 agosto, a SummerSlam, Bálor (nella versione "Demon King") sconfisse Bray Wyatt. Nella puntata di Raw del 28 agosto Bálor partecipò ad una Battle Royal per determinare lo sfidante all'Intercontinental Championship di The Miz ma venne eliminato da Bray Wyatt (il quale non faceva parte di tale Battle Royal). Il 24 settembre, a No Mercy, Bálor sconfisse poi Wyatt per la seconda volta. Il 22 ottobre, a TLC: Tables, Ladders & Chairs, Bálor avrebbe dovuto affrontare Bray Wyatt, ma a causa di una meningite quest'ultimo non poté prendere parte all'incontro; il suo posto venne dunque preso da AJ Styles, il quale venne sconfitto da Bálor. Il 19 novembre, a Survivor Series, Bálor prese parte al 5-on-5 Traditional Survivor Series Elimination match contro il Team SmackDown ma venne eliminato da Randy Orton. Nella puntata di Raw del 1º gennaio 2018 Bálor formò il Bálor Club assieme a Luke Gallows e Karl Anderson, e i tre sconfissero Elias e il Miztourage. Il 28 gennaio a Royal Rumble, partecipò all'omonimo incontro entrando col numero 2 ma venne eliminato da John Cena. Nella puntata di Raw del 29 gennaio Bálor venne sconfitto da John Cena in un match di qualificazione all'Elimination Chamber match nell'omonimo pay-per-view. Nella puntata di Raw del 12 febbraio Bálor ebbe una seconda chance di inserirsi nell'Elimination Chamber match partecipando ad un Fatal 5-Way match che comprendeva anche Apollo Crews, Bray Wyatt, Matt Hardy e Seth Rollins, e che venne vinto in contemporanea dallo stesso Bálor e da Rollins. Il 25 febbraio, a Elimination Chamber, Bálor partecipò all'omonimo incontro che includeva anche Braun Strowman, Elias, John Cena, The Miz, Roman Reigns e Seth Rollins con in palio la possibilità di sfidare Brock Lesnar per l'Universal Championship a WrestleMania 34 ma venne eliminato da Strowman. L'8 aprile, a WrestleMania 34, Bálor partecipò ad un Triple Threat match per l'Intercontinental Championship che includeva anche il campione The Miz e Seth Rollins ma il match venne vinto da quest'ultimo. Il 27 aprile, a Greatest Royal Rumble, Bálor partecipò ad un Ladder match per l'Intercontinental Championship che includeva anche The Miz, Samoa Joe e il campione Seth Rollins ma il match venne vinto da quest'ultimo. Nella puntata di Raw del 30 aprile Bálor affrontò poi personalmente Rollins per l'Intercontinental Championship ma venne sconfitto.

#### Intercontinental Champion e varie faide (2018–2019)
Nella puntata di Raw del 7 maggio Bálor vinse un Triple Threat match che includeva anche Roman Reigns e Sami Zayn, qualificandosi al Money in the Bank Ladder match. Il 17 giugno, a Money in the Bank, Bálor partecipò al match omonimo insieme a Bobby Roode, Braun Strowman, Kevin Owens, Kofi Kingston, The Miz, Rusev e Samoa Joe ma il match venne vinto da Strowman. Il 15 luglio, a Extreme Rules, Bálor trionfò su Baron Corbin. Nella puntata di Raw del 16 luglio Bálor venne inserito in un Triple Threat match che includeva anche Drew McIntyre e Roman Reigns con in palio la possibilità di inserirsi in un match per determinare lo sfidante all'Universal Championship di Brock Lesnar ma il match venne vinto da Reigns. Il 19 agosto, a SummerSlam, Bálor (in versione "Demon King") superò in pochissimo tempo Baron Corbin. Nella puntata di Raw del 20 agosto Bálor affrontò Roman Reigns per l'Universal Championship ma venne sconfitto. Il 18 novembre, a Survivor Series, Bálor prese parte al 5-on-5 Traditional Survivor Series Elimination match contro il Team SmackDown ma venne eliminato da Rey Mysterio. Il 16 dicembre, a TLC: Tables, Ladders & Chairs, Bálor ebbe la meglio su Drew McIntyre. Il 12 gennaio 2019 Bálor fece un'apparizione a sorpresa durante NXT UK TakeOver: Blackpool per sostituire l'infortunato Travis Banks nel suo match contro Jordan Devlin, ex-allievo dello stesso Bálor, dove quest'ultimo prevalse. Nella puntata di Raw del 14 gennaio Bálor vinse un Fatal 4-Way match che includeva anche Baron Corbin, Drew McIntyre e John Cena, diventando così lo sfidante allo Universal Championship di Brock Lesnar per la Royal Rumble. Il 27 gennaio, durante tale evento, Bálor affrontò Lesnar per l'Universal Championship ma venne sconfitto. Il 17 febbraio, ad Elimination Chamber, Bálor sconfisse Bobby Lashley e Lio Rush in un 2-on-1 Handicap match conquistando così l'Intercontinental Championship (di Lashley) per la prima volta. Nella puntata di Raw del 25 febbraio Bálor conservò il titolo contro Lio Rush. Nella puntata di Raw dell'11 marzo Bálor perse il titolo a favore di Lashley dopo 22 giorni di regno a causa dell'intervento di Lio Rush ai suoi danni. Nella puntata di Raw del 25 marzo Bálor ottenne una vittoria contro Lashley e Jinder Mahal in un 2-on-1 Handicap match, diventando così lo sfidante all'Intercontinental Championship dello stesso Lashley. Il 7 aprile, a WrestleMania 35, Bálor conquistò la cintura intercontinentale per la seconda volta superando Lashley. Nella puntata di Raw dell'8 aprile Bálor difese con successo il titolo contro Sami Zayn. Il 16 aprile, per effetto dello Shake-up, Bálor passò al roster di SmackDown, e con lui anche l'Intercontinental Championship. Il 19 maggio, a Money in the Bank, Bálor partecipò al match omonimo insieme ad Ali, Andrade, Baron Corbin, Drew McIntyre, Randy Orton e Ricochet ma il match venne vinto dal rientrante Brock Lesnar, inseritosi all'ultimo momento nella contesa. Il 7 giugno, a Super ShowDown, Bálor conservò il titolo contro Andrade. Il 14 luglio, nel Kick-off di Extreme Rules, Bálor perse il titolo contro Shinsuke Nakamura dopo 98 giorni di regno. L'11 agosto, a SummerSlam, Bálor venne sconfitto da "The Fiend" Bray Wyatt in poco tempo. Da quel momento, Bálor si prese una piccola pausa.

#### Ritorno adNXT(2019–2021)

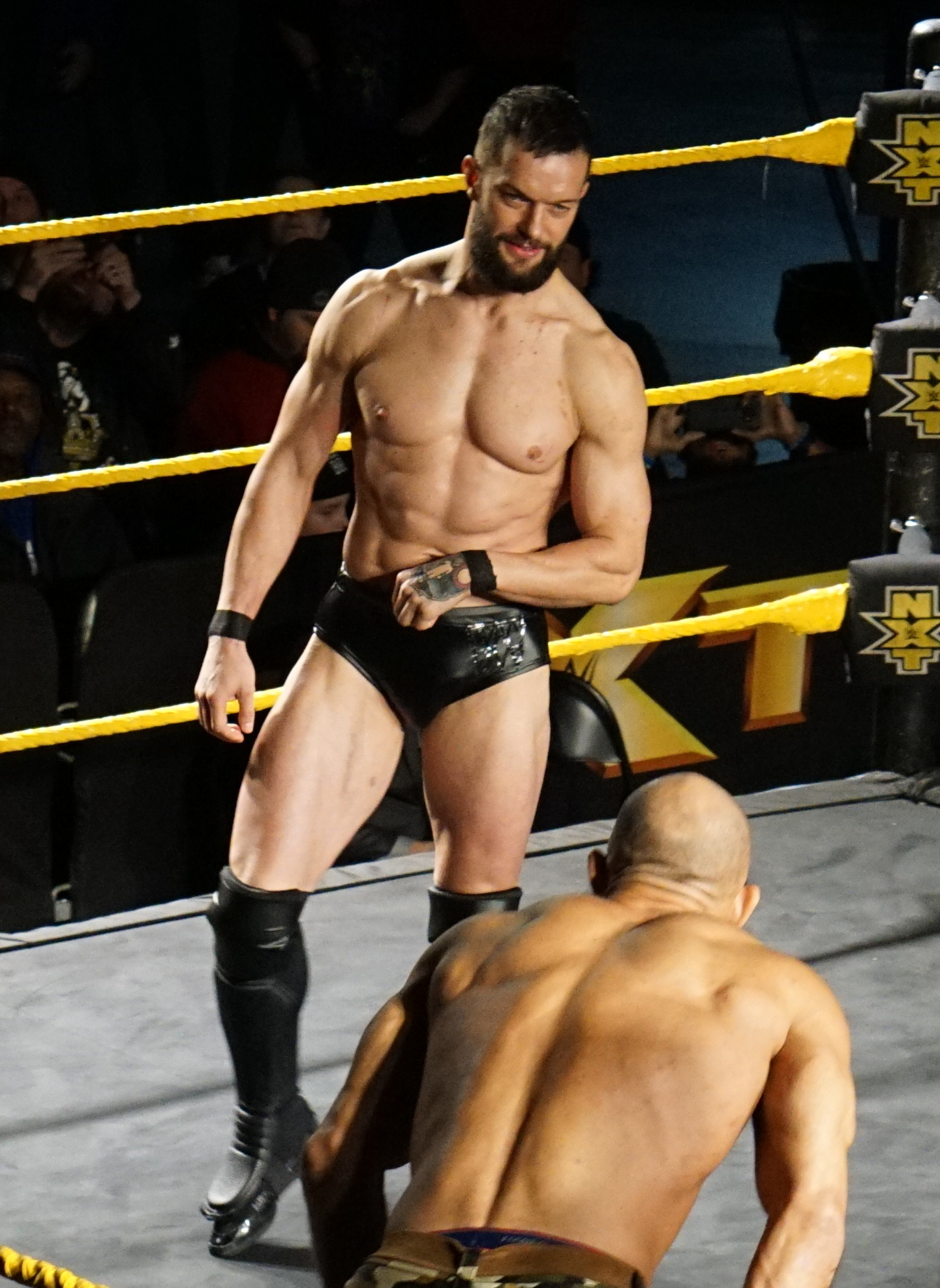
Bálor nel 2020

Bálor tornò a sorpresa nel roster di NXT nella puntata del 2 ottobre 2019 confrontandosi con l'NXT Champion Adam Cole. Nella puntata di NXT del 23 ottobre Bálor attaccò brutalmente Johnny Gargano, effettuando contestualmente un turn heel, dopo che lo stesso Gargano e Tommaso Ciampa erano sul ring per confrontare l'Undisputed Era (Adam Cole, Bobby Fish, Kyle O'Reilly e Roderick Strong). Il 23 novembre, a NXT TakeOver: WarGames, Bálor sconfisse Matt Riddle. Nella puntata di NXT dell'11 dicembre Bálor vinse un Triple Threat match contro Keith Lee e Tommaso Ciampa, diventando lo sfidante all'NXT Championship di Adam Cole. Nella puntata di NXT del 18 dicembre Bálor affrontò poi Cole per il titolo ma, a causa della distrazione del rientrante Johnny Gargano, venne sconfitto. Il 25 gennaio, a Worlds Collide, Bálor trionfò su Il'ja Dragunov. Il 16 febbraio, a NXT TakeOver: Portland, Bálor sconfisse Johnny Gargano. Il 7 giugno, a NXT TakeOver: In Your House, Bálor sconfisse Damian Priest. Nella puntata di NXT del 24 giugno Bálor partecipò ad un Triple Threat match per l'NXT North American Championship che comprendeva anche il campione Keith Lee e Johnny Gargano ma il match venne vinto da Lee. Nella puntata di NXT del 29 luglio Bálor partecipò ad un Triple Threat match di qualificazione ad un Ladder match per il vacante NXT North American Championship che includeva anche Dexter Lumis e Timothy Thatcher ma il match venne vinto da Lumis. Nella puntata di NXT del 19 agosto Bálor venne sconfitto da Velveteen Dream (a causa dell'intervento di Timothy Thatcher) in un secondo match di qualificazione per il vacante NXT North American Championship. Il 22 agosto, a NXT TakeOver: XXX, Bálor sconfisse Timothy Thatcher. Nella puntata speciale NXT Super Tuesday del 1º settembre Bálor partecipò ad un 60–minute Iron Man Fatal 4-Way match che comprendeva anche Adam Cole, Johnny Gargano e Tommaso Ciampa per la riassegnazione del vacante NXT Championship ma l'incontro terminò in pareggio tra lo stesso Bálor e Cole sul 2-2. Nella puntata speciale NXT Super Tuesday II del 2 settembre (e andata in onda l'8 settembre) Bálor sconfisse Adam Cole conquistando così il vacante NXT Championship per la seconda volta. Il 4 ottobre, a NXT TakeOver: 31, Bálor mantenne la cintura contro Kyle O'Reilly. Successivamente, Bálor subì un infortunio alla mascella che lo costrinse a rimanere fuori dalle scene per un periodo di tempo imprecisato. Bálor tornò poi in azione dichiarando di non voler rendere vacante il titolo, confrontandosi poi con Kyle O'Reilly, che da poco aveva riottenuto il suo status di sfidante al titolo NXT sconfiggendo Pete Dunne. Nella puntata speciale NXT New Year's Evil del 6 gennaio 2021 Bálor difese nuovamente il titolo contro Kyle O'Reilly. Il 14 febbraio, a NXT TakeOver: Vengeance Day, Bálor conservò la cintura contro Pete Dunne. Nella puntata di NXT del 10 marzo Bálor difese con successo il titolo contro Adam Cole. Nella puntata di NXT del 17 marzo Bálor e Karrion Kross affrontarono Danny Burch e Oney Lorcan per l'NXT Tag Team Championship ma vennero sconfitti dopo che Kross attaccò Bálor. L'8 aprile, nella seconda serata di NXT TakeOver: Stand & Deliver, Bálor perse il titolo contro Karrion Kross dopo 212 giorni di regno. In seguito, il 25 maggio, Bálor tentò un nuovo assalto alla cintura di NXT nella rivincita con il neo campione Kross ma venne sconfitto.

#### Ritorno nel main roster e United States Champion (2021–2022)
Tornò a sorpresa nella puntata di SmackDown del 16 luglio interrompendo Sami Zayn e colpendolo poco dopo con il Coup de Grâce. La settimana dopo, trionfò poi su Zayn nel suo primo match a SmackDown dopo quasi due anni. Nella puntata di SmackDown del 3 settembre Bálor affrontò Roman Reigns per l'Universal Championship ma venne sconfitto nonostante una stoica prestazione. Il 26 settembre, ad Extreme Rules, riesumò la gimmick del "demone" e affrontò nuovamente Reigns per il titolo universale in un Extreme Rules match ma venne sconfitto. Il 4 ottobre, per effetto del Draft, passò al roster di Raw. Nella puntata di SmackDown dell'8 ottobre trionfò su Cesaro nei quarti di finale del King of the Ring, la settimana successiva, Sami Zayn nella semifinale, ma nella finale svoltasi a Crown Jewel, perse contro Xavier Woods. Nella puntata di Raw del 25 ottobre prese parte ad un Fatal 4-Way Ladder match per determinare lo sfidante al WWE Championship di Big E che comprendeva anche Kevin Owens, Rey Mysterio e Seth Rollins ma il match venne vinto da quest'ultimo. Il 21 novembre, a Survivor Series, Bálor partecipò al tradizionale 5-on-5 Survivor Series Elimination match come membro del Team Raw contro il Team SmackDown ma venne eliminato da Sheamus. Nella puntata di Raw del 28 febbraio Bálor trionfò su Damian Priest conquistando lo United States Championship per la prima volta. Nella puntata di SmackDown del 1º aprile Bálor prese parte all'annuale André the Giant Memorial Battle Royal ma venne eliminato per ultimo da Madcap Moss. Il 18 aprile, a Raw, Bálor perse il titolo statunitense contro Theory dopo 49 giorni di regno.

#### The Judgment Day (2022–presente)
In seguito, Bálor supportò AJ Styles e Liv Morgan nella loro faida contro il Judgment Day, la stable di Damian Priest, Edge e Rhea Ripley, e il 5 giugno a Hell in a Cell, i tre vennero sconfitti dalla stable. La sera dopo, a Raw, effettuò un turn heel unendosi al Judgment Day ma attaccò il leader Edge insieme a Priest e alla Ripley. Il 30 luglio, a SummerSlam, Bálor e Priest vennero sconfitti da Dominik e Rey Mysterio in un No Disqualification match grazie al ritorno di Edge. Il 3 settembre, a Clash at the Castle, Bálor e Priest vennero sconfitti da Edge e Rey Mysterio. L'8 ottobre, ad Extreme Rules, sconfisse Edge in un "I Quit" match. Il 5 novembre, a Crown Jewel, il Judgment Day prevalse sull'O.C. (con cui aveva iniziato una faida poco tempo prima). La faida con Edge continuò e il 28 gennaio a Royal Rumble, partecipò all'incontro omonimo entrando col numero 20 ma venne eliminato proprio da Edge. Subito dopo tornò sul ring, lo eliminò e iniziò una rissa al fianco di Priest. In seguito agli eventi del pay-per-view, Phoenix ed Edge sfidarono Balor e Ripley ad un mixed tag team match per Elimination Chamber, match che vide i vincitori i primi. Il 2 aprile, a WrestleMania 39, venne sconfitto da Edge in un Hell in a cell match.
L'8 maggio, a Raw, vinse un triple threat match prevalendo su Cody Rhodes e The Miz valevole per le semifinali per l'assegnazione del World Heavyweight Championship grazie all'intervento di Brock Lesnar che attaccò Rhodes; poco dopo, però, Bálor perse contro Seth Rollins nella semifinale. Il 1º luglio, a Money in the Bank, affrontò Seth Rollins per il World Heavyweight Championship ma venne sconfitto. Il 5 agosto, a SummerSlam, venne nuovamente sconfitto da Rollins nella rivincita per il World Heavyweight Championship. Il 2 settembre, a Payback, Bálor e Priest sconfissero Kevin Owens e Sami Zayn in uno steel city street fight match vincendo il Raw Tag Team Championship e lo SmackDown Tag Team Championship. Il 25 settembre, a Raw, Bálor e Priest difesero le cinture contro Owens e Zayn nella rivincita di Payback grazie all'aiuto di JD McDonagh. Il 7 ottobre, a Fastlane, Bálor e Priest persero i titoli contro Cody Rhodes e Jey Uso dopo 35 giorni di regno. La settimana dopo, a Raw, Bálor e Damian Priest vinsero nuovamente il Raw Tag Team Championship e lo SmackDown Tag Team Championship contro Cody Rhodes e Jey Uso grazie all'intervento di Jimmy Uso. Nella puntata di Raw del 13 novembre Bálor e Priest difesero le cinture contro Cody Rhodes e Jey Uso grazie all'intervento di Drew McIntyre. Nella puntata di SmackDown del 24 novembre Bálor e Priest conservarono i titoli contro gli Street Profits. Il 25 novembre, a Survivor Series WarGames, il Judgment Day e Drew McIntyre vennero sconfitti da Cody Rhodes, Jey Uso, Randy Orton, Sami Zayn e Seth Rollins in un wargames match. Nella puntata di Raw del 18 dicembre Bálor e Priest difesero le cinture di coppia contro i Creed Brothers.
Il 27 gennaio a Royal Rumble, partecipò all'omonimo incontro entrando col numero 14 ma venne eliminato da Bron Breakker. Due sere dopo, a Raw, Bálor e Priest difesero i titoli di coppia contro i #DIY. Il 24 febbraio, ad Elimination Chamber: Perth, difesero le cinture di coppia contro Pete Dunne e Tyler Bate. Il 6 aprile, nella prima serata di WrestleMania XL, Bálor e Priest persero entrambi i titoli (il Raw Tag Team Championship venne vinto da The Miz e R-Truth mentre lo SmackDown Tag Team Championship lo vinsero Grayson Waller e Austin Theory) in un six-pack tag team ladder match che comprendeva anche i #DIY e il New Day dopo 173 giorni di regno.
Dopo WrestleMania XL, complice anche la vittoria del titolo massimo da parte di Priest, iniziò a fare coppia con JD McDonagh vincendo nella puntata di Raw del 13 maggio un Fatal four-way tag team match valido per detecretare gli sfidanti al titolo di The Miz e R-Truth, grazie all'aiuto di Carlito. La settimana successiva falliscono però la loro opportunità titolata a causa dell'interferenza di Braun Strowman. Nella puntata di Raw del 24 giugno vinse insieme a JD McDonagh il World Tag Team Championship sconfiggendo The Miz e R-Truth grazie alla distrazione effettuata da Liv Morgan.
A SummerSlam, il 3 agosto, tradì Priest durante il match contro Gunther, e la sua interferenza costa il titolo World Heavyweight Championship all'ormai ex amico. Nella puntata seguente di Raw, Bálor accoglie Liv Morgan come nuovo membro del Judgment Day e conferma l'uscita di Priest e Rhea Ripley. Il 5 ottobre nel PLE, Bad Blood viene sconfitto da Priest. Nella punatata speciale di Saturday Night's Main Event, prese parte a un triple threat match per il World Heavyweight Championship di Gunther con anche Priest, ad aver la meglio è il campione. Nella puntata seguente di Raw, Bálor e JD hanno perso i World Tag Team Championship contro i War Raiders. Nella seconda notte di WrestleMania 41, prende parte a un fatal four way match contro Penta, Dominik e Bron Breakker, con in palio il WWE Intercontinental Champion. Il suo compagno di stable, Dominik vince schienando proprio Bálor.
Nella puntata del 26 maggio di Raw Bálor prende parte a un triple threat match per la qualificazione al Money in the Bank Ladder match dove viene sconfitto ancora da Rollins dopo una errata interferenza di Dominik. Nella puntata di Raw del 30 giugno, Bálor e McDonagh hanno sconfitto New Day rivincendo i World Tag Team Championship (WWE), per Finn è la quarta volta che ottiene questo successo.

## Vita privata
Prima di intraprendere una carriera nel wrestling, ha giocato a calcio e calcio gaelico. È un tifoso del Tottenham Hotspur e ha dichiarato in un'intervista di aver reagito male quando Paul Gascoigne lasciò la squadra londinese per accasarsi alla Lazio, della quale ha dichiarato di essere simpatizzante da quando il centrocampista inglese iniziò a giocarci.
Da bambino era un fan di World of Sport e cita come suoi wrestler preferiti Davey Boy Smith, Dynamite Kid e Shawn Michaels.
Il 24 agosto 2019 ha sposato la giornalista di Fox sports Veronica Rodriguez in una cerimonia privata.

## Personaggio

### Mosse finali
- Come Finn Bálor

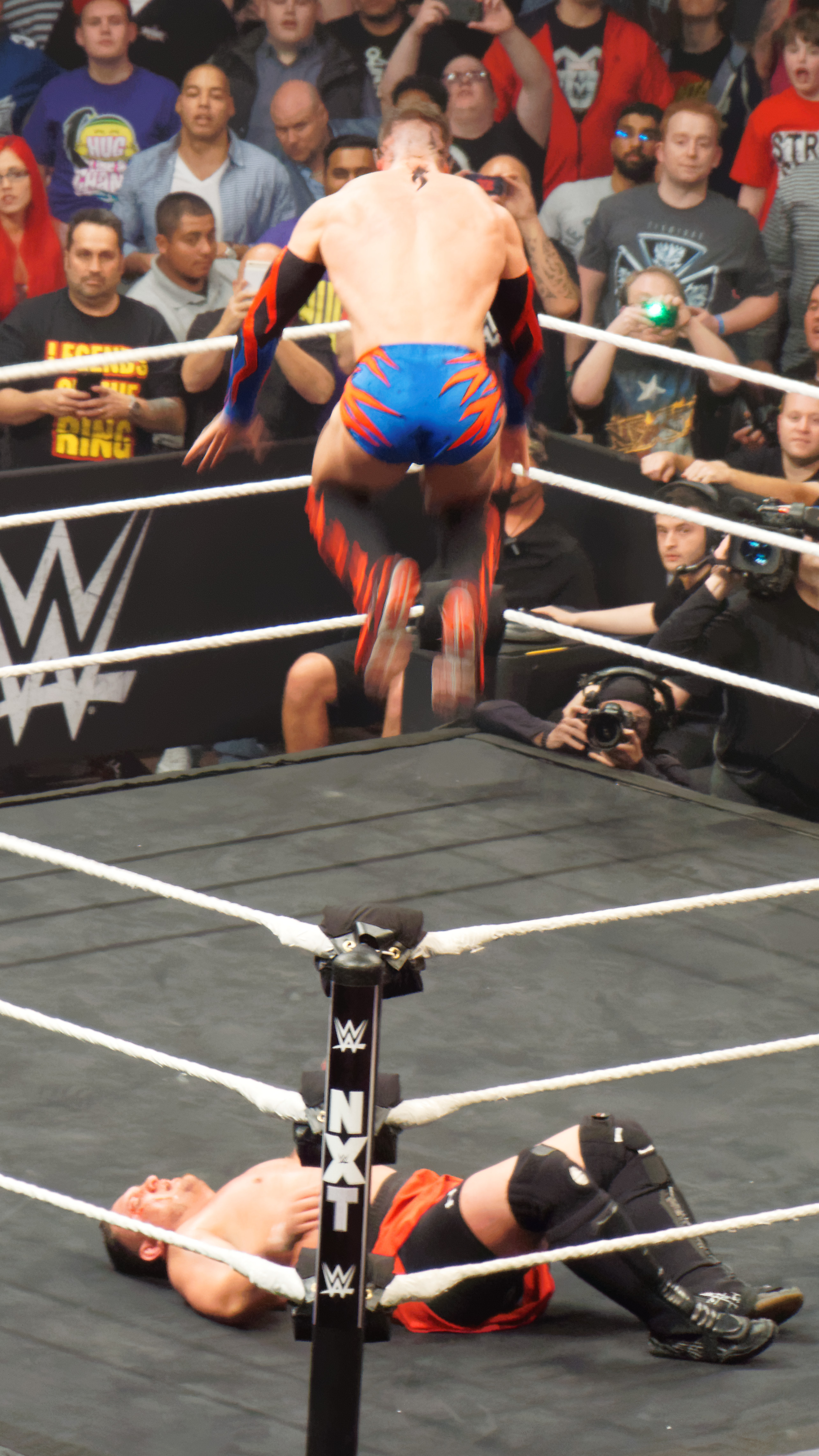
Finn Bálor mentre esegue il Coup de Grâce su Samoa Joe

  - 1916 (Single underhook brainbuster)
  - Coup de Grâce (Diving double foot stomp)
  - Reverse single leg crossface – 2021
- Come Prince Devitt
  - Bloody Sunday (Lifting single underhook DDT, occasionalmente dalla terza corda)
  - Devitt's End (High-angle Fujiwara armbar)
  - Prince's Throne (Fireman's carry double knee gutbuster)
  - Reverse Bloody Sunday (Lifting inverted DDT)
  - Shingata Prince's Throne (Overhead gutwrench backbreaker rack dropped into a double knee gutbuster)

### Soprannomi
- "The Demon"
- "The Demon King"
- "The Extraordinary Man Who Can Do Extraordinary Things"
- "Irish Captor"
- "Irish Young Gun"
- "The Prince"
- "Real Rock 'n' Rolla"
- "Real Shooter"

## Titoli e riconoscimenti
- American Wrestling Roadshow
  - Wrestling.Ie Championship (1)
- Consejo Mundial de Lucha Libre

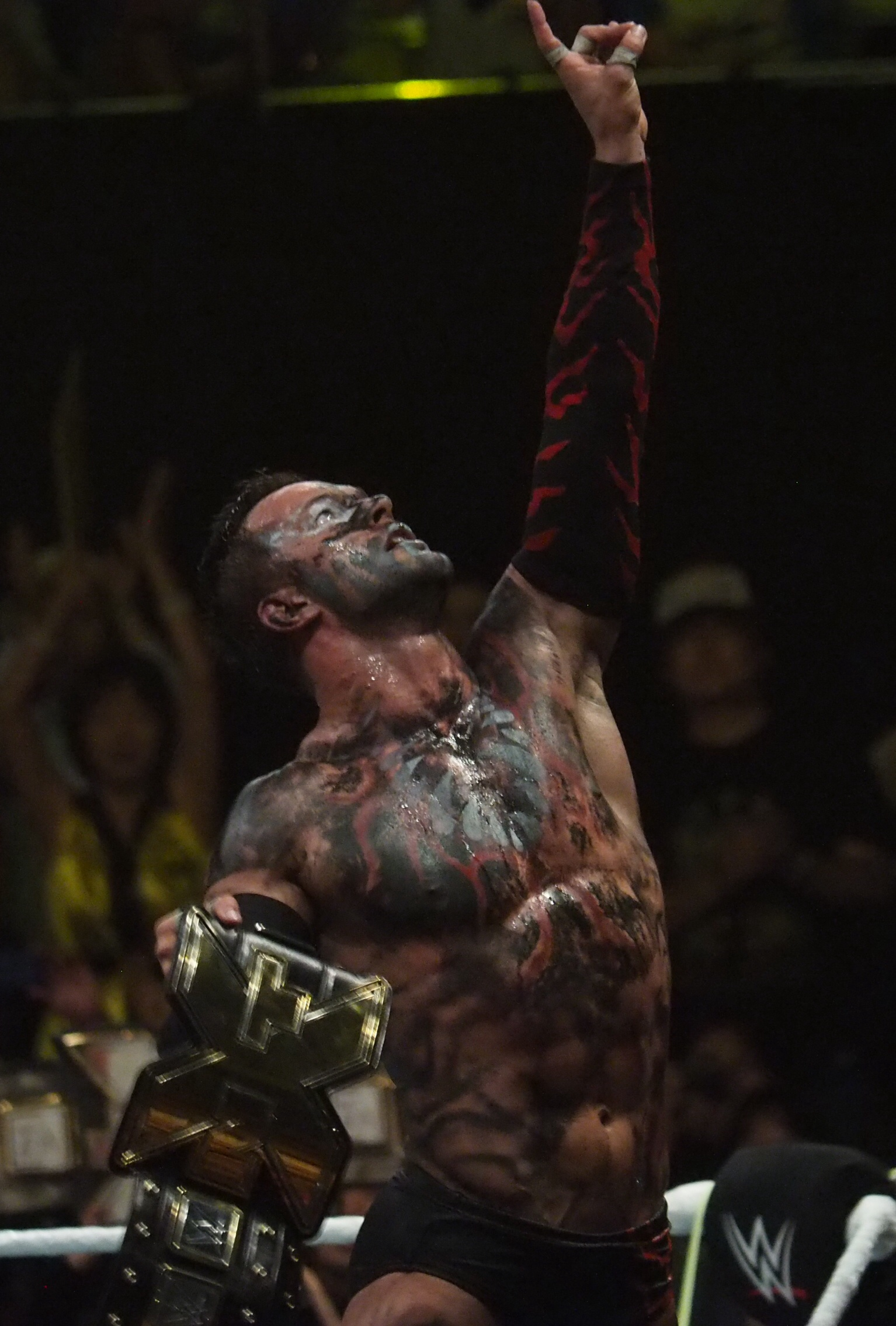
Bálor con l'NXT Championship, titolo che ha detenuto due volte

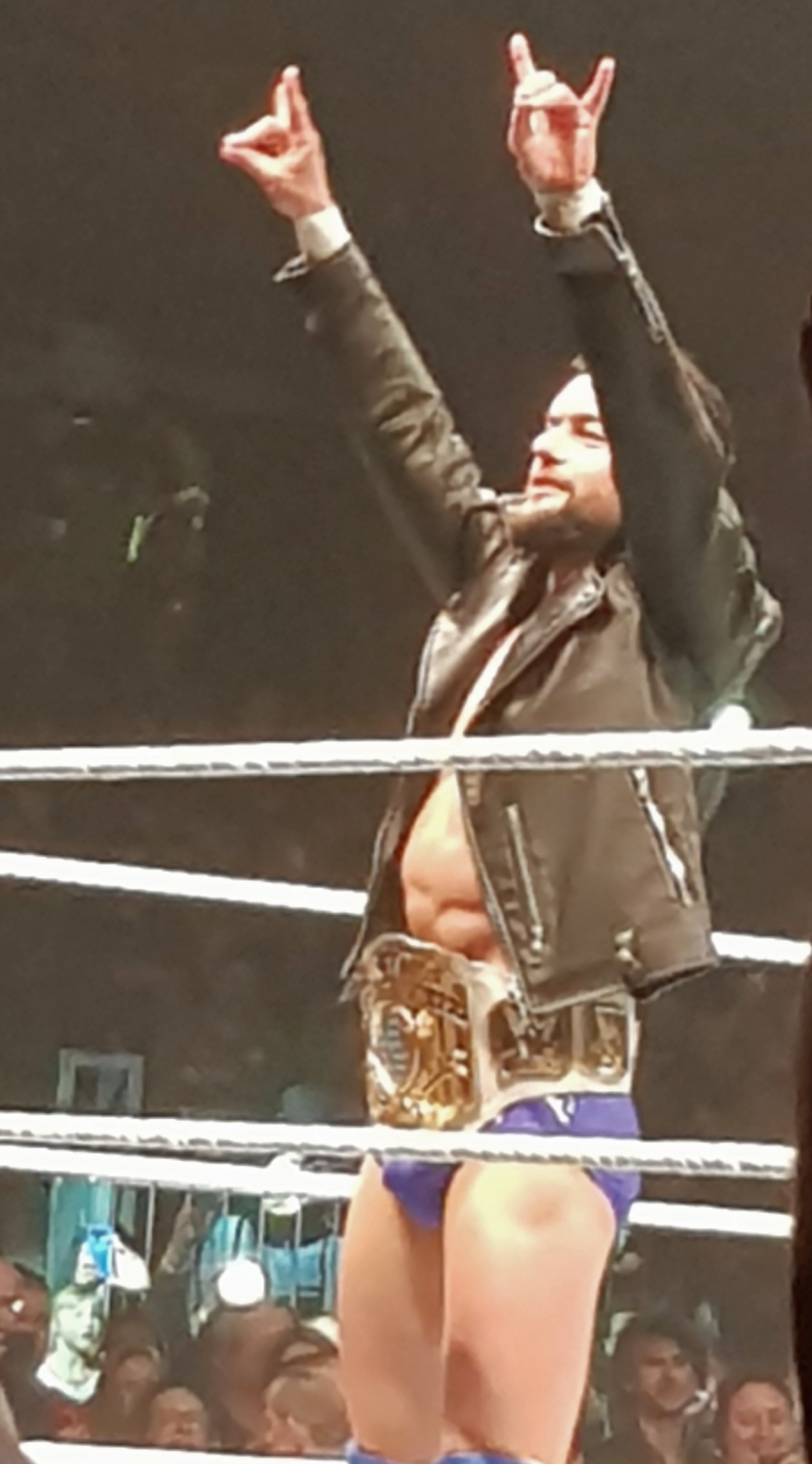
Bálor con l'Intercontinental Championship, titolo che ha detenuto due volte

  - NWA World Historic Middleweight Championship (1)
- Insane Championship Wrestling
  - ICW Zero-G Championship (1)
- Kaientai Dojo
  - Best Tag Team match (2010) - con Ryusuke Taguchi vs. Makoto Oishi e Shiori Asahi il 17 aprile
- New Japan Pro-Wrestling
  - IWGP Junior Heavyweight Tag Team Championship (6) – con Minoru (2) e Ryusuke Taguchi (4)
  - IWGP Junior Heavyweight Championship (3)
  - Best of the Super Juniors (2010, 2013)
  - J Sports Crown Openweight 6-Man Tag Tournament (2010, 2011) - con Hirooki Goto e Ryusuke Taguchi
- NWA UK Hammerlock
  - NWA British Commonwealth Heavyweight Championship (2)
- Pro Wrestling Illustrated
  - 3º tra i 500 migliori wrestler singoli nella PWI 500 (2016)
- Revolution Pro Wrestling
  - British Cruiserweight Championship (1)
- Rolling Stone
  - NXT Star of the Year (2015)
  - Most Improbably Awesome Match of the Year (2017) - Team Raw vs. Team SmackDown
- Tokyo Sports
  - Best Bout Award (2010) - Ryusuke Taguchi vs. Kenny Omega e Kōta Ibushi l'11 ottobre
- WWE
  - World Tag Team Championship (4)[43] – con Damian Priest (2) e JD McDonagh (2)
  - NXT Championship (2)
  - WWE Intercontinental Championship (2)
  - WWE SmackDown Tag Team Championship (2) – con Damian Priest
  - WWE United States Championship (1)
  - WWE Universal Championship (1)
  - Grand Slam Champion (nuovo formato)
  - Dusty Rhodes Tag Team Classic (edizione 2015) – con Samoa Joe
  - NXT Year-End Award (3)
    - Male Competitor of the Year (edizione 2015)
    - Overall Competitor of the Year (edizione 2015)
    - Match of the Year (edizione 2020) - vs. Kyle O'Reilly a NXT TakeOver: 31
- Wrestling Observer Newsletter
  - Most Underrated (2018)